# ФК Јасапати

ФК Јасапат (мађ. Jászapáti Városi Sport Egyesület), је мађарски фудбалски клуб. Седиште клуба је у Јасапатију, Јас-Нађкун-Солнок, Мађарска. Боје клуба су плава и бела. Такмичи се у НБ II.

## Достигнућа
Јас-Нађкун-Солнок жупанијска лига I.
- Првак: сезона 2002/2003

НБ III група Матра
- Првак: сезона 2003/2004

НБ II група запад
- Треће место: сезона 2005/2006

## Имена клуба
- ?–1940 Јасапати Есетарташ и Шпорт Еђешилет − Jászapáti Összetartás és Sport Egyesület
- 1940–? Јасапати Еђешилет Шпорт Еђешилет − Jászapáti Egyetértés Sport Egyesület
- ?–1950 Јасапати МТЕ − Jászapáti MTE
- 1950–1951 Јасапати ДИС − Jászapáti DISz
- 1951–1955  Јасапати Локомотив ШК − Jászapáti Lokomotív SK
- 1955–1957 Јасапати Тереквеш − Jászapáti Törekvés
- 1957–?  Јасапати Вашуташ ШЕ − Jászapáti Vasutas SE
- ?–1963 Јасапати КСК − Jászapáti KSK
- 1963. се спојио са Јасапати Алкотмањ ТС ШК и Јасапати Ендре Велеми ТС ШК -  Alkotmány TSZ SK и Jászapáti Velemi Endre TSZ SK
- 1963–?  Јасапати Еђшегеш Термелесеветкезети Шпорткер − Jászapáti Egységes Termelőszövetkezeti Sportkör
- ?–? Јасапати Тереквеш − Jászapáti Törekvés

- ? - ? Јасапати севеткезети ШЕ − Jászapáti Szövetkezeti SE
- 2002–данас  Јасапати вароши Шпортеђешилет − Jászapáti Városi Sportegyesület